# Orsolobidae
Orsolobidae je čeleď pavouků, jež zahrnuje aktivní pozemní lovce. Zástupci této čeledi se vyskytují výhradně na kontinentech bývalé Gondwany, areál výskytu zahrnuje Austrálii, Tasmánii, Nový Zéland a přidružené ostrovy, jako jsou Chathamské ostrovy; dále kontinentální Afriku (zejména její jižní region); a kontinentální Jižní Ameriku na sever až po Brazílii, opět včetně přidružených ostrovů (Malvíny). K září roku 2024 bylo popsáno přesně 30 rodů těchto pavouků.
Jde o nejbližší příbuzné čeledí šestiočkovití (Dysderidae), segestrovití (Segestriidae) a vzokanovití (Oonopidae), s nimiž utvářejí klad Dysderoidea. Čeleď Orsolobidae může být sesterskou skupinou vůči vzokanovitým, jak nasvědčují i některé morfologické znaky. Molekulárně-fylogenetická studie z roku 2017 naznačila spíše sesterský vztah vůči šestiočkám, nicméně se slabou podporou. Jakožto samostatná čeleď ve své moderní podobě vystupuje Orsolobidae teprve po taxonomické revizi Forstera & Platnicka z roku 1985.
Pavouci z čeledi Orsolobidae dosahují velikosti 2,5–7 mm. Hřbetní štít hlavohrudi (karapax) je široce oválný, nízký a vepředu zúžený. Očí je šest, přičemž přední řadu tvoří čtyři oči. Zadeček je oválný, pokrytý chloupky. Snovací bradavky jsou štíhlé a nestejně dlouhé, objevuje se kolulus (drobná bradavka bez vývodu snovacích žláz). Zbarvení se pohybuje ve světle žlutých až bílých odstínech, často s purpurovou a nafialovělou pigmentací. Zástupci čeledi Orsolobidae patří mezi tzv. haplogynní pavouky, samičí spermatéka je tedy na konci slepě zakončeného kanálku. Samicím vyrůstá na makadlech drápek.